# 今枝家
今枝家（いまえだけ）は、武家・士族・華族だった家。江戸時代には加賀国金沢藩主前田家の家老家で、維新後には士族を経て華族の男爵家に列した。

## 歴史
土岐氏の支流で美濃国の出。今枝重直ははじめ織田信雄、ついで豊臣秀次に仕え、文禄3年（1594年）に従五位下の官位と豊臣姓を与えられた。秀次の死後には前田利家に仕えた。重直の子孫は江戸時代に加賀金沢藩家老家となり、1万4000石を知行した。藩内の家格は人持組頭（八家）に次ぐ人持。
明治維新後には当初士族となった。明治17年（1884年）に華族が五爵制になった際に定められた『叙爵内規』の前の案である『爵位発行順序』所収の『華族令』案の内規（明治11年・12年ごろ作成）や『授爵規則』（明治12年以降16年ごろ作成）では万石以上陪臣が男爵に含まれており、今枝家も男爵候補に挙げられているが、最終的な『叙爵内規』では旧万石以上陪臣は授爵対象外となったためこの時点では今枝家は士族のままだった。
明治15年・16年ごろ作成と思われる『三条家文書』所収『旧藩壱万石以上家臣家産・職業・貧富取調書』は、当時の当主今枝直規について所有財産を旧禄高1万石、金禄公債5万80円、田畑宅地4町3反4畝1歩、職業は就学、貧富景況は相応と記されている。
旧万石以上陪臣の叙爵が開始されていた時期である明治33年（1900年）5月9日に至って直規は華族の男爵に叙せられた。直規は商農務省の官僚を経て貴族院の男爵議員に当選して公正会に所属。彼の代に今枝男爵家の邸宅は東京市世田谷区上北沢にあった。